# Mots fléchés
 (février 2016).
Si vous disposez d'ouvrages ou d'articles de référence ou si vous connaissez des sites web de qualité traitant du thème abordé ici, merci de compléter l'article en donnant les références utiles à sa vérifiabilité et en les liant à la section « Notes et références ».

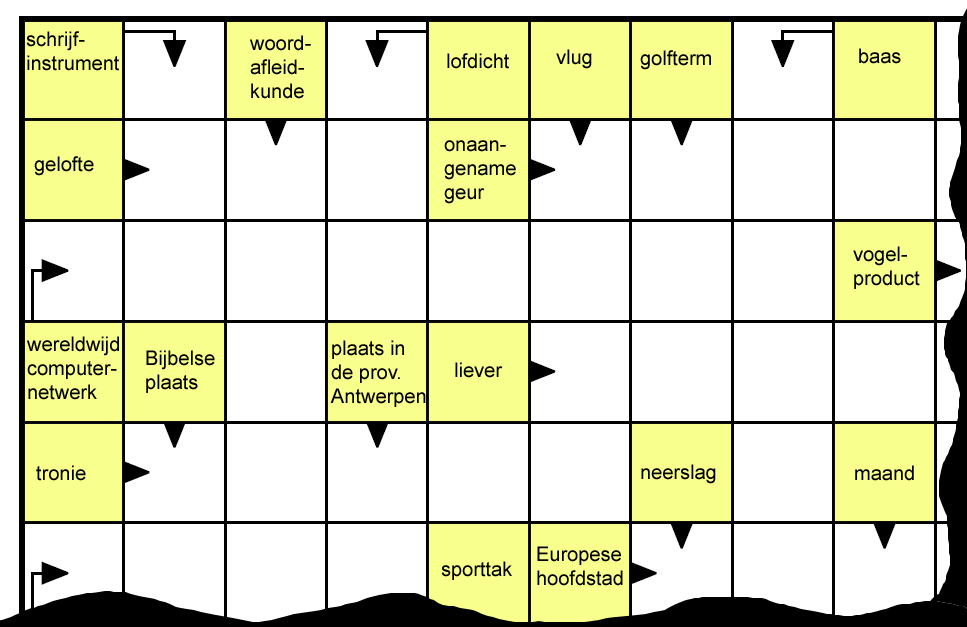
Exemple de mots fléchés

Les mots fléchés ou plus rarement mots flèches sont un jeu de lettres, cousin des mots croisés, dont le but consiste à placer des lettres de mots dans des cases d’une grille le plus souvent rectangulaire, mots trouvés grâce à des définitions placées dans la grille.
Historiquement, les mots fléchés sont nés en Suède et c'est la raison pour laquelle ils sont connus sous le nom de « mots croisés suédois ». C'est en 1969 que le linguiste Jacques Capelovici (dit « Maître Capelo »), les a importés en France. Aujourd’hui, ce jeu connaît un succès croissant, dépassant de loin son ancêtre, que ce soit en termes de vente ou de pratique.

## Principe du jeu
Tout comme les mots croisés, le jeu des mots fléchés se présente sous la forme d'une grille. Cependant, les définitions sont placées dans la grille, et non pas à l'extérieur comme les mots croisés. De ce fait, des flèches sont insérées dans la grille afin d'indiquer au joueur le sens que porte la définition, et cela peut être à l'horizontale ou au verticale. En effet, pour répondre à une définition, le joueur doit s'appuyer sur le sens de la flèche qui est placée à côté de la case contenant la définition, afin de noter la solution correspondante. 
Les puristes des mots croisés considèrent les mots fléchés comme des mots croisés facilités car ils permettent une plus grande lisibilité de la grille.

## Stratégies
Une des meilleures techniques d’approche d’une grille de mots fléchés consiste à trouver d’abord les mots courts, de deux, trois ou quatre lettres, qui reviennent souvent dans les mots fléchés. Le cruciverbiste ou « flécheur » averti peut ensuite se concentrer sur une partie de la grille, quelques mots trouvés dans une même partie pouvant aider à trouver d’autres mots à proximité moins aisés à trouver, les lettres se croisant. La découverte d’un mot long peut aussi ouvrir des voies en dévoilant de nombreuses lettres d’autres mots. 

## Intelligence et résolution
Les mots fléchés font appel majoritairement à une forme particulière d’intelligence : l’intelligence linguistique. Le flécheur en raisonnant le plus rapidement possible par association de synonymes, trouve les mots constituant la grille. La résolution d’une grille de mots fléchés, en particulier de niveau intermédiaire ou supérieur, demande aussi de la part du flécheur, une bonne culture générale, qu’il s’agisse de connaissances en littérature, histoire, géographie, mythologie, etc.
Néanmoins, quand le flécheur est coincé, c’est-à-dire qu’il ne parvient plus à découvrir les mots qui restent à partir des définitions dans la grille qu’il est en train de résoudre, il peut recourir aussi à son intelligence logique-déductive, en la conjuguant à l’intelligence linguistique. S’il doit par exemple trouver un mot de sept lettres, et s’il lui manque les deux premières lettres et la cinquième lettre, il peut tester de façon exhaustive différentes combinaisons de lettres dans sa tête jusqu’à trouver la bonne. Cette technique est particulièrement utile quand un mot échappe au flécheur, alors qu’il ne manque à ce mot que la première lettre. Bien sûr, elle n’est pas à privilégier, car elle est chronophage, et ne fait pas appel aux associations de sens, mais s’avère très utile au flécheur quand il est coincé, ou en « fin » de grille, quand il ne reste plus que quelques mots difficiles à trouver. 
Parfois, ceux qui font les grilles, glissent en leur sein des définitions qui sont des métaphores, des jeux de mots, ou divers clins d’œil de langage, ce qui ne va pas sans amuser le flécheur, ou ajouter un piment d’humour à des grilles parfois très austères par ailleurs.

## Mots fléchés en France
En France, deux éditeurs de presse se partagent le gros du marché des mots fléchés pour amateurs et passionnés, les éditions Mégastar et Sport cérébral. Les deux éditeurs proposent des cahiers contenant de nombreuses grilles, plus ou moins grandes. Les cahiers sont édités par saison, en général trimestriels, et sont classés par niveau : niveau 0-1, niveau 1, niveau 1-2 pour débutants ; niveau 2, niveau 2-3, niveau 3 pour joueurs intermédiaires ; niveau 3-4, niveau 4, niveau 4-5, niveau 5-6 pour joueurs experts. Pour le tout-public, des mots fléchés de niveaux variables, paraissent dans de nombreux quotidiens et magazines, la plupart créés par RCI-jeux.

## Mots fléchés multijoueurs
- Si vous ne connaissez pas le sujet, laissez ce bandeau (vous pouvez alors contacter les auteurs).
- Si vous supprimez le contenu mis en cause (vous pouvez préalablement contacter les auteurs),

argumentez précisément cette suppression dans la page de discussion
(un manque de référence n'est pas un argument ; une recherche réelle de référence doit avoir été effectuée, être formellement documentée).
On peut imaginer des duels de mots fléchés. 
Une règle simple consiste par exemple à donner à chacun des deux joueurs une même grille de mots fléchés. La partie n’est pas chronométrée. Un des deux joueurs, quand il pense avoir résolu la grille, propose à un arbitre (ou à un ordinateur pour une partie en ligne) son résultat. Si la grille remplie proposée par le premier joueur correspond à la solution, il gagne la partie. Sinon, il retourne à sa grille. Mais attention, chaque joueur ne dispose que de trois essais. Si les six essais ont été utilisés sans qu’aucun joueur ne trouve la solution, ou si un  joueur a épuisé ses trois essais et que l’autre joueur ne parvient pas non plus à utiliser les essais qu’il lui reste après la défaite de son adversaire, la partie est déclarée nulle. Il n’y a pas de vainqueur.
Une autre variante plus interactive, moins solitaire, mais plus complexe, consiste là encore à soumettre deux joueurs à la même grille de mots fléchés. Mais cette fois, la règle est différente : les joueurs qui s’affrontent vont progresser ensemble dans le dévoilement des lettres et mots de la grille, celui qui aura à la fin le plus de points sera déclaré vainqueur. Il n’y a pas là de possibilité de nul. Là non plus, la partie n’est pas chronométrée.  Le joueur qui commence la partie est tiré au sort. Avant qu’il ne commence à jouer, un temps de 2 minutes chronométré permet à chacun des joueurs de prendre connaissance de la grille et de se concentrer ainsi à l’avance sur les mots qu’il pense pouvoir trouver le plus aisément en priorité. Une fois les deux minutes préliminaires écoulées, le joueur tiré au sort précédemment commence donc à jouer. Le principe est simple : à chaque tour de jeu, le joueur choisit un mot qu’il pense pouvoir trouver, il soumet alors sa proposition à un arbitre (homme ou machine), si le mot est le bon, il peut alors choisir un autre mot, et ainsi de suite jusqu’à ce qu’il coince ou échoue à trouver un mot. Son adversaire prend alors la main, et est libre de choisir à son tour le mot qu’il veut. Pour chaque mot choisi, chacun des joueurs n’a le droit qu’à un essai. S’il n’a pas de proposition à faire, s’il se trompe et que le mot proposé est trop long ou trop court par rapport au mot à trouver, si encore le mot proposé fait bien le même nombre de lettres que celui à trouver mais qu’il n’est pas le bon, et qu’aucune lettre ne correspond à celui à trouver, alors le joueur passe la main à son adversaire et aucun point n’est marqué sur ce mot. En revanche, si le joueur propose un mot au même nombre de lettres que celui à trouver et qui n’est pas le bon, mais qu’il possède dans les mêmes cases un certain nombre de lettres en commun avec le mot à trouver, alors il perd là aussi la main et la passe à son adversaire, n’ayant pas trouvé le mot, mais marque un point par case dévoilée, les lettres étant inscrites dans la grille par l’arbitre (électronique ou humain). Chaque lettre dévoilée vaut 1 point et chaque mot trouvé vaut 2 points. Si le mot à trouver est « vache » et que le joueur dit « tâche », il perd donc la main, mais marque quand même 4 points correspondant aux 4 lettres dévoilées, que l’arbitre inscrit immédiatement dans la grille. Il avantage ainsi son adversaire qui, reprenant la main, choisira le même mot et énoncera « vache », marquant ainsi 3 points facilement, correspondant au point de la première lettre du mot, et aux 2 points que vaut la découverte d’un mot, gardant évidemment la main pour trouver un autre mot. Si le premier joueur avait directement énoncé « vache », il aurait marqué d’emblée 7 points, correspondant au dévoilement de la totalité des lettres et à la découverte du mot. Si le joueur tiré au sort qui commence la partie ne commet aucune erreur et  parvient à découvrir tous les mots, il fait ce qu’on appelle « capot » et prend tous les points du jeu. À la fin de la partie, s’il y a capot, les points sont doublés, pour récompenser ce tour de force. L’adversaire est alors confiné, impuissant, à un rôle de spectateur tout au long de la partie. Le capot est aussi possible si le joueur tiré au sort qui commence la partie coince dès le premier mot et ne dévoile aucune lettre de celui-ci, et si son adversaire qui prend alors la main parvient à dévoiler tous les mots de la grille et à prendre ainsi tous les points. Cette configuration de jeu est rare, car il est très rare que le joueur qui commence rate son premier essai, les deux minutes de prise de connaissance de la grille servant pour les deux joueurs à axer en priorité leur choix sur les mots qu’ils trouveront facilement d’emblée.